# Улица Александра Ульянова
Улица Алекса́ндра Улья́нова — улица в Красногвардейском районе Санкт-Петербурга. Проходит от Среднеохтинского проспекта до проспекта Металлистов.

## История
Улица проложена в 1721 году при строительстве слободы вольных плотников на Большой Охте. Официально существует с 1828 года. Первоначально называлась Дудина улица, по фамилии семей Ивана Матвеевича, Федора Ивановича и Андрея Ивановича Дудиных, владевших земельными участками на этой улице. С 1828 года улица называлась Троурновой, по имени владельца мастерской Троурнова, а 31 октября 1922 года улица получила название улица Ульянова в память об Александре Ильиче Ульянове — революционере, создателе «Террористической фракции» партии «Народная воля», старшем брате Владимира Ильича Ульянова (Ленина). В 1950-х годах улица вошла в застройку Большеохтинского и Среднеохтинского проспектов.
Название улица Ульянова перешло на существующую улицу в 1940-х годах. 4 мая 1987 года улица получила современное уточнённое название.

## Пересечения
- Среднеохтинский проспект
- улица Пугачёва
- проспект Металлистов

## Транспорт
Ближайшая станция метро — «Новочеркасская».
От станции метро «Новочеркасская» до улицы можно добраться на троллейбусе № 18, а от станции метро «Площадь Александра Невского» — на троллейбусе № 16.
Движение по улице одностороннее, в западном направлении.

## Объекты
- Стадион «Турбостроитель»
- Большеохтинское кладбище